# Nils Lundgren
Nils Gustav Herman Lundgren, född 13 juli 1936 i Skövde församling, Skaraborgs län, är en svensk nationalekonom och politiker.
Nils Lundgren är filosofie doktor i nationalekonomi från Stockholms universitet (SU). Han disputerade 1975 på avhandlingen Internationella koncerner i industriländer - samhällsekonomiska aspekter. I sin karriär som ekonom har Lundgren arbetat på Efta:s sekretariat i Genève, varit verksam vid Institutet för internationell ekonomi vid Stockholms Universitet, samt chefsekonom på PKbanken/Nordbanken/Nordea 1980–1999. Han var en av grundarna till tidskriften Ekonomisk Debatt, och dess förste redaktör 1973–1975.
Lundgren var 2004 med och grundade det EU-kritiska partiet Junilistan och var dess partiledare 2004–2008. Partiet gjorde ett mycket gott resultat i valet till Europaparlamentet detta år, och Lundgren tog plats som europaparlamentariker i Bryssel och Strasbourg. Den 16 mars 2008 meddelade Nils Lundgren att han skulle avgå som partiledare men att han skulle stanna kvar som parlamentariker fram till Europaparlamentsvalet 2009.
Lundgren är också reservofficer och har tillhört Bodens artilleriregemente. Han avlade officersexamen den 27 augusti 1960 och utnämndes till major den 8 augusti 1986.
Lundgren är ledamot av Ingenjörsvetenskapsakademien sedan 1988.
Lundgren var med i skapandet av Kunskapsskolan.